# Richard Koch (Politiker)
Richard Koch (* 14. Oktober 1916 in Ebersberg; † 5. November 1992 in Regensburg) war ein deutscher Landwirt und Politiker.

## Werdegang
Koch erwarb 1964 den Ammerhof in Niedertraubling. Von 1972 bis 1992 war er Präsident des Bezirksverbands Oberpfalz des Bayerischen Bauernverbandes (BBV). Als Vertreter der Gruppe Land- und Forstwirtschaft gehörte er von Januar 1974 bis November 1992 dem Bayerischen Senat an.

## Ehrungen
- 1977: Verdienstkreuz 1. Klasse der Bundesrepublik Deutschland
- 1987: Großes Verdienstkreuz der Bundesrepublik Deutschland
- 1990: Bayerischer Bierorden
- Bayerischer Verdienstorden